# FC Politehnica Timișoara
El FC Politehnica Timișoara fue un club de fútbol profesional rumano con base en la ciudad de Timişoara. Fue fundado en 1921 y jugó en la Liga II, tras descender administrativamente al final de la temporada 2010/11. Como consecuencia de las deudas, el equipo desapareció en el verano de 2012, pero en 2016 el ACS Poli Timișoara recuperó oficialmente el nombre, colores y palmarés del club desaparecido. Disputaba sus partidos como local en el Stadionul Dan Păltinişanu.
El club, en un principio, fue gestionado por la Universidad Politécnica de Timișoara, institución de la que debe su nombre y fue fundado en 1921 por Traian Lalescu. Tras dos décadas en las ligas regionales, el Politehnica ascendió a la Divizia A en 1948 y desde entonces ha disputado 49 temporadas en la máxima categoría del fútbol rumano, acabando como subcampeones dos veces y logrando dos Copas de Rumania. En la temporada 2010-11 se proclamó nuevamente subcampeón, pero fueron descendidos por las deudas pendientes de pago y la incapacidad para obtener una licencia para la siguiente temporada, perdiendo su derecho a participar en la Liga de Campeones.
El Politehnica ha desarrollado importantes rivalidades con UTA Arad y el Dinamo de Bucarest. La enemistad con la UTA se deriva de la competencia natural entre las localidades vecinas de Timișoara y Arad, ciudades que pretenden ser el primer lugar donde se jugó al fútbol en Rumania.

## Historia

### Orígenes
El club fue creado en Timişoara en 1921 como Politehnica 1921 Știința Timișoara, un equipo estudiantil de la Universitatea Politehnica din Timișoara (la Universidad Politécnica de Timişoara). El club se mantuvo a la sombra de los grandes equipos de la ciudad en el período de entreguerras, el Ripensia Timişoara y el Chinezul Timişoara. Después de la guerra y después de un breve período de éxito de su rival el CFR Timişoara, el club logró ganar dos Copas de Rumanía en las temporadas 1957–1958 y 1979–1980. A lo largo de su historia, el Politehnica ha completado algunos partidos notables en competiciones europeas como las eliminaciones de grandes clubes europeos entre los que destacan el Atlético de Madrid y el Celtic FC. Pese a ello, el Poli nunca ha sido campeón de Rumania.
Pocos años después de la caída del comunismo y tras un período de decadencia que sufrió el equipo, incluyendo su paso por las ligas universitarias, llegó al club un nuevo patrocinador, el italiano Claudio Zambon. El equipo logró un empate en 1991 con el Real Madrid y en 1995 militó en la Liga II. Allí, el equipo de Timișoara estuvo varias temporadas seguidas y descendió a la Liga IV.

### Traslado del AEK Bucarest a Timişoara
En 2002, tras los conflictos con los miembros fundadores del club, Zambon decidió trasladar el equipo a Bucarest para atraer a los aficionados de la capital. Fue entonces cuando el AEK Bucarest se trasladó de la capital a Timișoara por decisión de su dueño, Anton Dobos, y ocupar el vacío dejado en la ciudad de Timișoara por el Poli. El AEK, en asociación con los fundadores del FC Politehnica Timișoara, tomó el nombre y los colores del antiguo club y lo renombró a Politehnica AEK Timișoara.

### Pleito de las dos Politehnicas

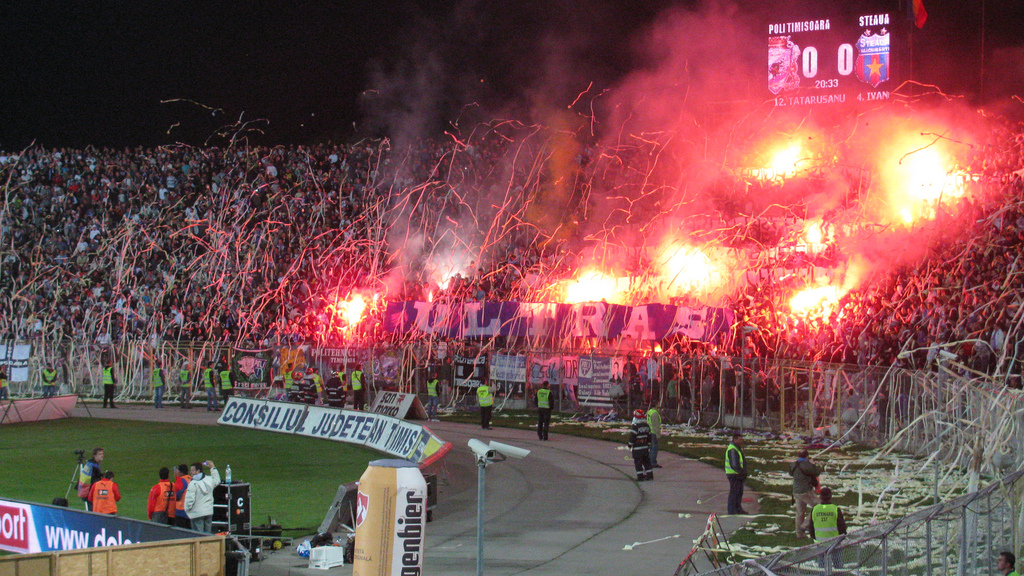
Aficionados del Poli Timișoara en un partido contra el Steaua en el Stadionul Dan Păltinişanu.

Claudio Zambon, dueño del Politehnica Timişoara que se había mudado a la capital y que militaba en la cuarta liga del país, demandó al nuevo club de Timișoara. Zambon aseguró que los récords y los colores pertenecían a su club y que el Politehnica AEK Timișoara no tenía derecho a tomar el nombre y colores de la Politehnica. El Politehnica AEK Timișoara argumentó que tenía el derecho a usar los colores por el contrato de asociación firmado con los fundadores. Sin embargo, la disputa llegó al Tribunal Arbitral del Deporte en Lausana que falló a favor del Politehnica Timişoara y obligó al nuevo equipo a utilizar otro escudo y otros colores.
En 2007 el equipo fue renombrado a FC Politehnica Știința 1921 Timișoara, pero el Tribunal Arbitral del Deporte consideró que el nuevo nombre seguía siendo fácil de confundir con el club original de la cuarta liga, dando como plazo para el cambio de nombre el 30 de junio de 2008, de lo contrario el club no podría ser inscrito en la Copa de la UEFA, competición para la que se había clasificado en la temporada 2007-08. Por lo tanto, a partir de esta fecha, el club fue nombrado Fotbal Club Timișoara y sus colores eran púrpura y negro.
A principios de septiembre de 2008 se reveló que la Oficina Estatal de Invenciones y Marcas envió una carta que certifica que la FC Politehnica Știința 1921 Timișoara es una marca registrada, el emblema, los colores y las demás marcas son del club adecuado. Así, desde el 17 de noviembre, el club había regresado a su nombre de fundación, a saber, el FC Politehnica Timișoara. El cambio puede ser visto en la web oficial del club, donde ya se utiliza el nombre de la Politehnica Timișoara y el color predominante es el morado y blanco.

### Descenso a Liga II y Desaparición
En la temporada 2010-11, el Politehnica finalizó subcampeón de liga, cuatro puntos por debajo del campeón Otelul Galati. Sin embargo, el 31 de mayo de 2011, la Federación Rumana de Fútbol anunció el descenso administrativo del club a Liga II por las deudas acumuladas y la suspensión de participar en la Liga de Campeones 2011/12. Marian Iancu, dueño del club, anunció su intención de recurrir la sanción por considerarla "un abuso".
Jugaron en la Liga II en la temporada 2011/12 con el nombre Politehnica Timişoara y obtuvieron la promoción para la Liga I, pero de nuevo fueron suspendidos y relegados a la Liga II y en setiembre del 2012 desapareció. El ACS Recaş se mudó a Timişoara y cambió su nombre por el de ACS Poli Timişoara, pero los aficionados del desaparecido equipo decidieron apoyar al equipo aficionado ASU Politehnica Timişoara, el cual representa a la universidad.

### Segunda Resurrección (2012-)
El 7 de diciembre del 2012, Nicolae Robu, alcalde de Timișoara, anunció que el ACS Poli Timişoara es oficialmente declarado el sucesor del FC Timișoara de manera gratuita por parte de Marian Iancu, oficialmente a partir de la temporada 2013/14.

## Estadio
El equipo disputaba sus partidos como local en el Stadionul Dan Păltinişanu. El estadio fue inaugurado en 1964 y cuenta en la actualidad con 32.972 espectadores, todos ellos sentados. El recinto debe su nombre al defensa internacional Dan Păltinişanu, uno de los más importantes de la historia del club tras militar diez años, desde 1973 hasta 1983, y disputar 271 partidos oficiales con el Politehnica. El estadio ha sido remodelado en tres ocasiones: 1985, 2002 y 2008.

## Jugadores

### Jugadores destacados
| - Andrei Rădulescu - Paul Codrea - Cosmin Contra - Viorel Moldovan - Gabriel Caramarin - Mugur Gusatu - Emerich Dembrovschi - Gabriel Torje - Gheorghe Bucur - Marius Popa - Dan Alexa | - Costel Pantilimon - Srdjan Luchin - Dorin Goga - Alexandru Bourceanu - László Sepsi - Ianis Zicu - Iasmin Latovlevici - Ionel Ganea - Jonathan McKain - Arman Karamyan - Artavazd Karamyan - Winston Parks - Lukáš Magera - Ifeanyi Emeghara - Marián Čišovský - Balázs Borbély - Dejan Rusič - Daré Nibombé - Gueye Mansour - Walter Vilchez - Mauricio Montes |

## Participación en competiciones europeas
| Torneo                               | Apariciones | J  | G | E | P  | GF | GC | GD   |
| ------------------------------------ | ----------- | -- | - | - | -- | -- | -- | ---- |
| UEFA Champions League / Copa Europea | 1           | 4  | 0 | 3 | 1  | 2  | 4  | – 2  |
| Recopa de Europa / Recopa de la UEFA | 2           | 6  | 3 | 0 | 3  | 5  | 11 | – 6  |
| UEFA Europa League / Copa UEFA       | 6           | 22 | 6 | 4 | 12 | 20 | 38 | – 18 |
| Total                                | 9           | 32 | 9 | 7 | 16 | 27 | 53 | – 26 |

| Temporada | Competición      | Ronda    | Club                | Cómputo global | Ida     | Vuelta  |
| --------- | ---------------- | -------- | ------------------- | -------------- | ------- | ------- |
| 1958      | Copa Mitropa     | 1/8      | Dynamo Praga        | 6-5            | 3-5 (F) | 3-0 (C) |
|           |                  | 1/4      | Radnicki Belgrado   | 3-7            | 2-4 (F) | 1-3 (C) |
| 1978/79   | UEFA Cup         | 1R       | MTK/VM Budapest     | 3-2            | 2-0 (C) | 1-2 (F) |
|           |                  | 2R       | Honvéd Budapest     | 2-4            | 0-4 (F) | 2-0 (C) |
| 1980/81   | Recopa de Europa | 1R       | Celtic FC           | 2-2 u          | 1-2 (F) | 1-0 (C) |
|           |                  | 1/8      | West Ham United FC  | 1-4            | 0-4 (F) | 1-0 (C) |
| 1981/82   | Recopa de Europa | Q        | Lokomotive Leipzig  | 2-5            | 2-0 (C) | 0-5 (F) |
| 1990/91   | UEFA Cup         | 1R       | Atlético Madrid     | 2-1            | 2-0 (C) | 0-1 (F) |
|           |                  | 2R       | Sporting Portugal   | 2-7            | 0-7 (F) | 2-0 (C) |
| 1992/93   | UEFA Cup         | 1R       | Real Madrid CF      | 1-5            | 1-1 (C) | 0-4 (F) |
| 2008/09   | UEFA Cup         | 1R       | FK Partizan         | 1-3            | 1-2 (C) | 0-1 (F) |
| 2009/10   | Champions League | 3Q       | FK Shakhtar Donetsk | 2-2 u          | 2-2 (F) | 0-0 (C) |
|           |                  | PO       | VfB Stuttgart       | 0-2            | 0-2 (C) | 0-0 (F) |
| 2009/10   | Europa League    | Grupo A  | AFC Ajax            | 1-2            | 0-0 (F) | 1-2 (C) |
|           |                  | Grupo A  | RSC Anderlecht      | 1-3            | 0-0 (C) | 1-3 (F) |
|           |                  | Grupo A  | GNK Dinamo Zagreb   | 2-4            | 0-3 (C) | 2-1 (F) |
| 2010/11   | Europa League    | 3Q       | MyPa-47             | 5-4            | 2-1 (F) | 3-3 (C) |
|           |                  | Play-off | Manchester City FC  | 0-3            | 0-1 (C) | 0-2 (F) |

## Plantilla 2011/12
Actualizado el 19 de febrero de 2012

## Palmarés
- Copa de Rumania (2): 1957–1958, 1979–1980